# Yangquan
Yangquan (chiń. 阳泉; pinyin Yángquán) –  miasto o statusie prefektury miejskiej we wschodnich Chinach, w prowincji Shanxi, niedaleko miasta Taiyuan. W 2010 roku liczba mieszkańców miasta wynosiła 433 675. Prefektura miejska w 1999 roku liczyła 1 267 670 mieszkańców. Ośrodek wydobycia węgla kamiennego, pirytów, rud żelaza; rozwinięte hutnictwo żelaza oraz przemysł metalowy, maszynowy i chemiczny.

## Miasta partnerskie
- Chesterfield, Wielka Brytania
- Mount Vernon, Stany Zjednoczone